# Фридек-Мистек
Фридек-Мистек (на чешки: Frýdek-Místek) е град в Източна Чехия, административен център на Моравско-силезки край. Населението му е 56 334 жители (по приблизителна оценка към 1 януари 2018 г.), а площта му е 51,61 км². Намира се на 291 м н.в.. Градът е съставен от два бивши отделни града Фридек и Мистек, които са били разделени от река, която разделя града на две.